# Tyson Beckford

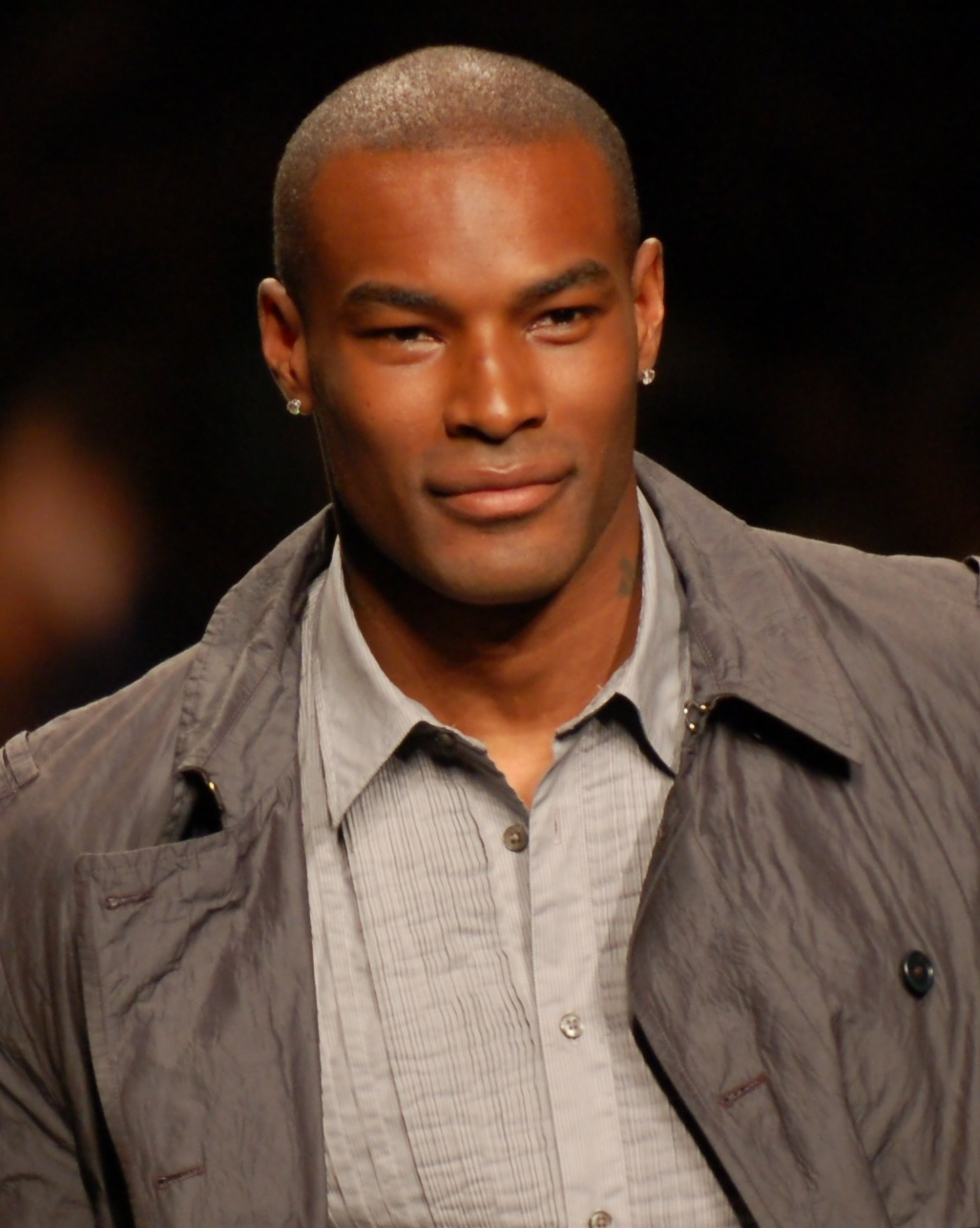
Tyson Beckford.

Tyson Craig Beckford, född 19 december 1970 i New York, är en amerikansk modell och skådespelare, mest känd som modell för Ralph Lauren. Han är värd för programmet Make Me a Supermodel på TV-kanalen Bravo. 
Beckfords far har påbrå från både Jamaica och Panama. Hans mor kommer från Jamaica och hans mormor har kinesisk härkomst. Han växte upp i Rochester, New York och gick i Bay Trail Middle School i Penfield, New York. 
År 1992 rekryterades han till hip hop tidningen The Source av en talangscout, Jeff Jones, som har krediterats med att upptäcka Beckford i New York City. 1993 rekryterades Beckford av Ralph Lauren som modell för bolagets Polos kollektion av manliga sportkläder.